# Smukłonosek
Smukłonosek (Leptonycteris) – rodzaj ssaków z podrodziny jęzorników (Glossophaginae) w obrębie rodziny liścionosowatych (Phyllostomidae).

## Rozmieszczenie geograficzne
Rodzaj obejmuje gatunki występujące w południowej Ameryce Północnej i północnej Ameryce Południowej.

## Morfologia
Długość ciała 74–90 mm, ogon niewidoczny, długość ucha 16–21 mm, długość tylnej stopy 13–19 mm, długość przedramienia 51–59 mm; masa ciała 15–30 g.

## Systematyka
Rodzaj zdefiniował w 1860 roku szwajcarski entomolog i mineralog Henri de Saussure w artykule zatytułowanym Uwaga na temat niektórych ssaków Meksyku, opublikowanym na łamach „Revue Magazin de Zoologie”. Jednak nazwa Ischnoglossa, którą ukuł de Saussure, okazała się młodszym homonimem rodzaju chrząszczy opisanym w 1856 roku, w związku z tym w 1891 roku brytyjski przyrodnik, geolog i paleontolog Richard Lydekker nadał rodzajowi nietoperzy nową nazwę – Leptonycteris. Gatunkiem typowym jest (oznaczenie monotypowe) smukłonosek duży (L. nivalis).

### Etymologia
- Ischnoglossa: ισχνος iskhnos ‘cienki’; γλωσσα glōssa ‘język’[8].
- Leptonycteris: gr. λεπτος leptos ‘smukły, delikatny’; νυκτερις nukteris, νυκτεριδος nukteridos ‘nietoperz’[9].

### Podział systematyczny
Do rodzaju należą następujące gatunki:
| Grafika | Gatunek                   | Autor i rok opisu                 | Nazwa zwyczajowa      | Podgatunki         | Rozmieszczenie geograficzne | Podstawowe wymiary                                       | Status IUCN |
| ------- | ------------------------- | --------------------------------- | --------------------- | ------------------ | --- | -------------------------------------------------------- | ----------- |
|         | Leptonycteris curasoae    | G.S. Miller, 1910                 | smukłonosek kaktusowy | gatunek monotypowy | suche obszary tropikalne w północnej i wschodniej Kolumbii oraz północnej i zachodniej Wenezueli (włącznie z wyspą Margarita), Aruba, Curaçao i Antyle Holenderskie (Bonaire); zakres wysokości: do 1500 m n.p.m. | DC: 7,5–8,4 cm DO: bezogonowy DP: 5,1–5,5 cm MC: 21–26 g | VU          |
|         | Leptonycteris nivalis     | (de Saussure, 1860)               | smukłonosek duży      | gatunek monotypowy | południowo-zachodnie Stany Zjednoczone (południowy Nowy Meksyk i południowo-zachodni Teksas) na południe przez północny i środkowy Meksyk (na południe do Puebla i Oaxaca); zakres wysokości: 800–3000 m n.p.m.   | DC: 7,6–8,5 cm DO: bezogonowy DP: 5,3–5,9 cm MC: 18–30 g | EN          |
|         | Leptonycteris yerbabuenae | L. Martínez & Villa-Ramírez, 1940 | smukłonosek mały      | gatunek monotypowy | południowo-zachodnie Stany Zjednoczone (południowa Arizona i południowo-zachodni Nowy Meksyk), Meksyk, Gwatemala, Salwador i zachodni Honduras; zakres wysokości: do 2500 m n.p.m.                                | DC: – cm DO: bezogonowy DP: – cm MC: – g                 | NT          |

Kategorie IUCN:  NT  – gatunek bliski zagrożenia,  VU  – gatunek narażony,  EN  – gatunek zagrożony.